# Xixia-Qiang-Sprachen
Die Xixia-Qiang-Sprachen oder kurz Qiang-Sprachen bilden eine Untereinheit der Qiang-Gyalrong-Sprachen, die zu den tibetobirmanischen Sprachen gehören, einem Primärzweig des Sinotibetischen. Die zehn Qiang-Sprachen werden von 250.000 Menschen in Süd-China in der Provinz Sichuan gesprochen. Die größte Einzelsprache ist das Qiang mit 130.000 Sprechern.  Zu den Qiang-Sprachen wird auch Xixia oder Tangutisch gerechnet, die ausgestorbene Sprache des Tanguten-Reiches (11. – 13. Jahrhundert).

## Xixia-Qiang innerhalb des Sinotibetischen
- Sinotibetisch
  - Tibetobirmanisch
    - Qiang-Gyalrong
      - Xixia-Qiang
      - Gyalrong

## Interne Klassifikation und Sprecherzahlen
- Xixia-Qiang
  - Xixia (Hsi Hsia, Tangutisch) †
  - Qiang
    - Qiang-Prinmi
      - Qiang (Ch'iang) (130.000 Sprecher)
        - Nord-Dialekte: Yadu, Weigu, Cimulin, Luhua
        - Süd-Dialekte: Dajishan, Taoping, Longxi, Mianchi, Heihu, Sanlong, Jiaochang

      - Prinmi (Pimi, Pumi)   Dialekte: Taoba (Nord), Qinghua (Süd)
      - Muya (Miyao, Minyak, Manyak) (15.000)

    - Zhaba-Queyu
      - Queyu (7.000)
      - Zhaba (Zaba) (8.000)

    - Guiqiong (Guichong) (6.000)
    - Ersu-Namuyi
      - Ersu (Eršu) (15.000)   Dialekte: Ersu, Duoxou, Lüzu
      - Namuyi (Namuzi) (5.000)
      - Shixing (2.000)

Klassifikation und Sprecherzahlen nach dem angegebenen Weblink.

### Xixia-Qiang
- Randy J. LaPolla: Qiang. In: Graham Thurgood, Randy J. LaPolla: The Sino-Tibetan Languages. Routledge, London 2003.
- Picus Sizhi Ding: Prinmi: A Sketch of Niuwozi. In: Graham Thurgood, Randy J. LaPolla: The Sino-Tibetan Languages. Routledge, London 2003.
- Gong Hwang-Cherng: Tangut. In: Graham Thurgood, Randy J. LaPolla: The Sino-Tibetan Languages. Routledge, London 2003.
- Ksenia Kepping, Christopher Beckwith: A Preliminary Glossary of Tangut from Tibetan Transcriptions. In: Christopher I. Beckwith (Hrsg.): Medieval Tibeto-Burman Languages. Brill, Leiden/ Boston/ Köln 2002.

### Tibetobirmanisch
- Christopher I. Beckwith (Hrsg.): Medieval Tibeto-Burman Languages. Brill, Leiden/Boston/Köln 2002.
- Paul K. Benedict: Sino-Tibetan. A Conspectus. Cambridge University Press, 1972.
- Scott DeLancey: Sino-Tibetan Languages. In: Bernard Comrie (Hrsg.): The World's Major Languages. Oxford University Press, 1990.
- Austin Hale: Research on Tibeto-Burman Languages. Mouton, Berlin / New York / Amsterdam 1982.
- James A. Matisoff: Handbook of Proto-Tibeto-Burman. University of California Press, 2003.
- Anju Saxena (Hrsg.): Himalayan Languages. Mouton de Gruyter, Berlin / New York 2004.
- Graham Thurgood, Randy J. LaPolla: The Sino-Tibetan Languages. Routledge, London 2003.
- Van Driem, George: Languages of the Himalayas. Brill, Leiden 2001.